# Meša Selimović
Mehmed Meša Selimović (Tuzla, 26 de abril de 1910-Belgrado, 11 de julio de 1982) fue uno de los escritores más importantes de la literatura serbia y de Bosnia y Herzegovina.
Meša Selimović se licenció en filosofía por la Universidad de Belgrado. Participó desde 1941, en el comité nacional de liberación. Fue miembro de la academia de las artes y las ciencias de Bosnia-Herzegovina y de Serbia y es doctor honoris causa por la Universidad de Sarajevo.